# نيك ولترز
نيك ولترز (بالهولندية: Nick Wolters)‏ (5 أغسطس 1993 في هولندا - ) هو لاعب كرة قدم هولندي في مركز حراسة المرمى.

## وصلات خارجية
- نيك ولترز على موقع قاعدة بيانات كرة القدم.إي يو (الإنجليزية)
- نيك ولترز على موقع Soccerway.com (الإنجليزية)